# 文德爾 (北卡羅萊納州)
文德爾（英語：Wendell）是一個位於美國北卡羅萊納州韋克縣的城鎮。

## 人口
根據2020年美國人口普查的數據，文德爾的面積為18.03平方千米，當中陸地面積為17.99平方千米，而水域面積為0.04平方千米。當地共有人口9793人，而人口密度為每平方千米543人。